# 女巫也瘋狂2
《女巫也瘋狂2》（英語：Hocus Pocus 2）為2022年美國奇幻喜劇電影，1993年的電影《女巫也瘋狂》續集。導演為安妮·佛萊契，由第一集的主演貝蒂·蜜勒、莎拉·潔西卡·帕克以及凱西·納吉米(Kathy Najimy)回歸演出。
本電影在2021年10月至2022年1月間於羅德島州拍攝，而非第一集的塞勒姆，並於2022年9月30日在Disney+上映。 上映後褒貶不一，主要是稱讚演員表現以及幽默和懷舊，但批評劇情。

## 劇情
1653年的薩冷(Salem)小鎮，年輕的溫妮山德斯因為拒絕與約翰(John Pritchett)結婚 ，遭到牧師特拉斯克(Reverend Traske)驅逐。溫妮便與她兩個妹妹，瑪莉和沙拉，躲藏到附近的禁忌森林。 
在禁忌森林裡，三姊妹遇上了女巫，女巫送了魔書給溫妮作為16歲的生日禮物，女巫並警告溫妮不要使用至尊魔法。溫妮回到村上報復牧師，這便是山德斯三姊妹的起源。
2022年, 薩冷的青少女貝卡、伊茲在萬聖節慶祝貝卡的16歲生日時，去萬聖節商店採購的時候，吉伯特(Gilbert)老闆送了她們黑焰蠟燭，在當天的月圓夜，無意間點燃黑焰蠟燭的兩人，讓山德斯姊妹重新復活。
貝卡等人躲回萬聖節商店的時候，才得知吉伯特在1993年曾經看過山德斯三姊妹，並且對於黑魔法感到著迷，並刻意送給貝卡等人蠟燭，讓山德斯三姊妹復活。吉伯特亦再次讓第一集出現過的比利殭屍復活，協助他執行黑魔法。
取得魔書的山德斯三姊妹等人，回到禁忌森林並由溫妮執行至尊魔法，但沙拉與瑪莉都消失了。為了讓溫妮的姊妹回來，貝卡用魔書施行了一個魔法，最終溫妮也跟著消失。
吉伯特與比利找到貝卡等人，發現貝卡等人已經解決山德斯三姊妹，吉伯特發誓不再操縱黑魔法而最終比利也跟著消失。貝卡表示要保留魔書，並與伊茲和凱西等人開心地走回到鎮上。

## 演員
- 貝蒂·蜜勒 飾演溫妮福瑞‧山德斯(Winifred "Winnie" Sanderson)，通稱溫妮，是山德斯三姊妹的大姊以及領導者。她對於魔法的知識均來自於一本魔書。
  - Taylor Paige Henderson 飾演 年輕的溫妮。
- 莎拉·潔西卡·帕克 飾演沙拉‧山德斯(Sarah Sanderson)，山德斯三姊妹的小妹，擅長使用魔幻的聲音吸引小孩。
  - Juju Brener 飾演年輕的沙拉。
- 凱西·納吉米(Kathy Najimy) 飾演瑪莉‧山德斯(Mary Sanderson)，山德斯三姊妹排行第二，擅長使用嗅覺聞出小孩。
  - Nina Kitchen 飾演年輕的瑪莉。
- Sam Richardson 飾演吉伯特(Gilbert)，萬聖節商店的老闆，他的店過去就是山德斯三姊妹的住處。他在1993年見過山德斯三姊妹後，就試圖讓山德斯三姊妹再次出現。
  - Jaylin Pryor 飾演年幼的吉伯特。
- 道格·瓊斯 飾演比利(William "Billy" Butcherson)，一名在1693年被山德斯三姊妹毒死的村民，在1993年時，以殭屍的型態復活並幫助過第一集的麥克斯等人。在吉伯特的故事中，比利是溫妮的男友，但事實上他當年只有親過溫妮一次，比利極力否認與溫妮有任何關係。
  - Austin J. Ryan 飾演年輕的比利。
- Whitney Peak 飾演貝卡(Becca)，一名女中學生，她對黑魔法以及萬聖節的事物感到興趣，每年萬聖節(也就是她的生日)都會看恐怖電影馬拉松。
- Belissa Escobedo 飾演伊茲(Izzy), 貝卡的好友之一，她從小都會與貝卡一起慶生。
- Lilia Buckingham 飾演凱西(Cassie Traske)，鎮長的女兒。過去凱西都會與貝卡跟伊茲一起慶生，但自從她交了男友之後，就漸漸與貝卡跟伊茲不再那麼密切接觸。
- 托尼·海爾 飾演 特拉斯克(Jefry Traske)鎮長，薩冷(Salem)小鎮鎮長以及凱西的父親。
  - 托尼·海爾也飾演特拉斯克牧師(Reverend Traske)，特拉斯克鎮長的祖先，試圖將山德斯三姊妹趕出小鎮的人。
- 漢娜·沃丁厄姆 飾演女巫(Mother Witch)，山德斯三姊妹在禁忌森林裡遇到的女巫，並將魔書送給溫妮。
- Froy Gutierrez 飾演麥克(Mike)。凱西的男友，經常恥笑貝卡跟伊茲。

## 外部連結
- 在Disney+上觀看《女巫也瘋狂2》 （因版權限制，本節目可能僅在部分地區上架。）
- 互联网电影数据库（IMDb）上《女巫也瘋狂2》的资料（英文）